# Queda de Edo

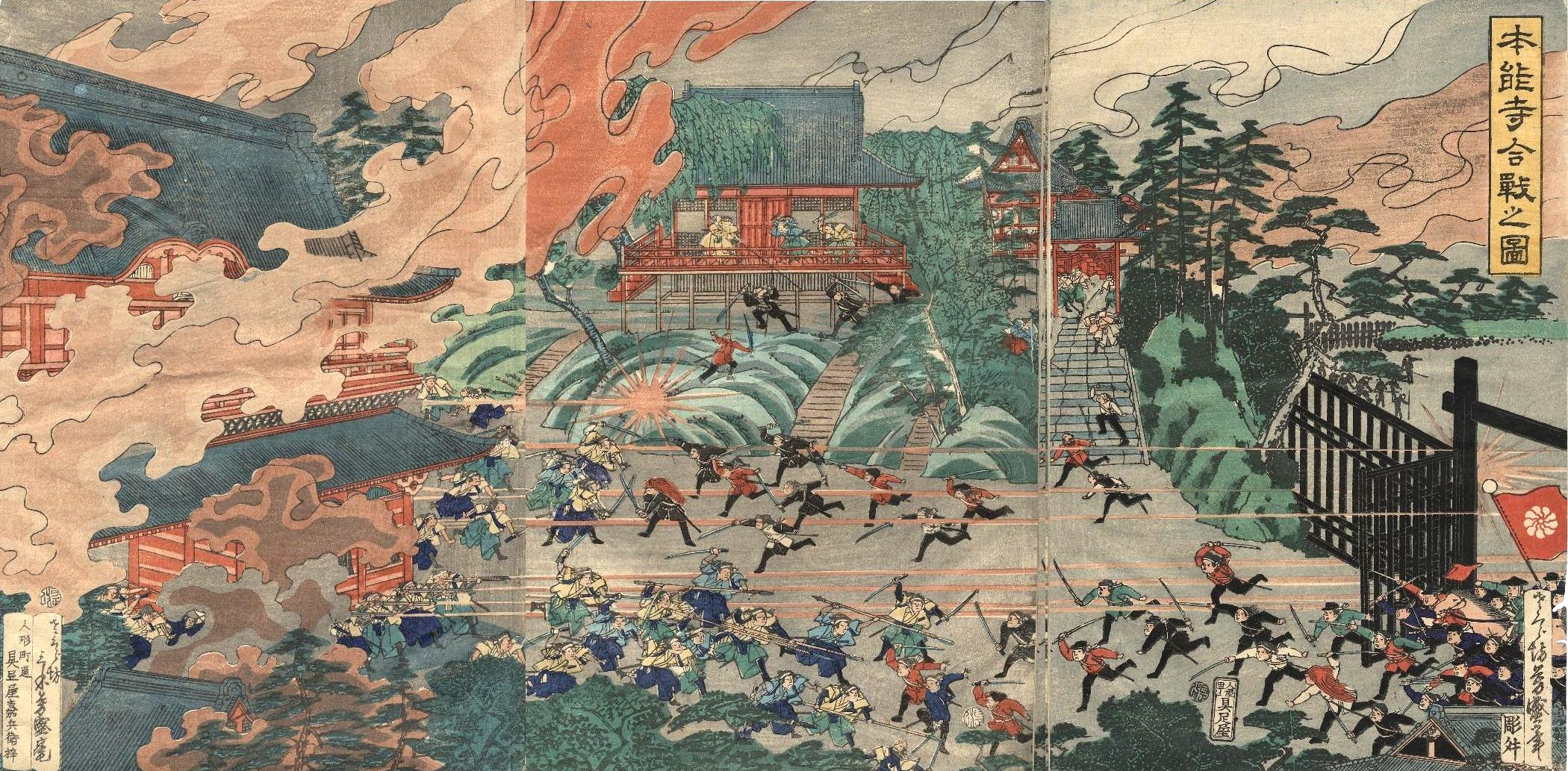
A Batalha de Ueno foi o último confronto que levou a queda de Edo.

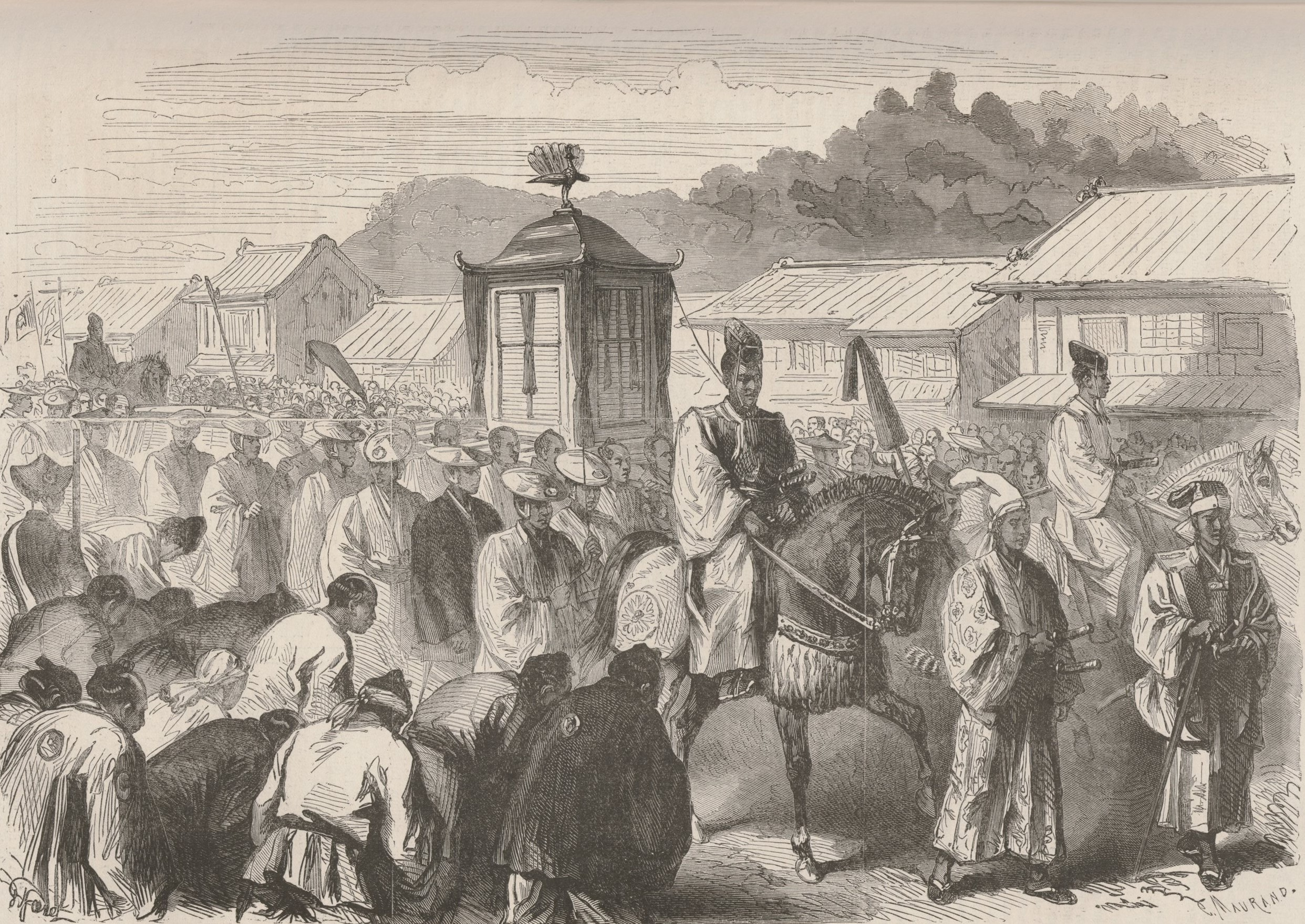
Com 16 anos de idade o Imperador Meiji transferiu-se de Kyoto para Tóquio, em finais de 1868, após a queda de Edo.

A Queda de Edo (江戸開城, Edo Kaijō) teve lugar entre maio e julho de 1868, quando a capital japonesa Edo (atual Tóquio), até então controlada pelo shogunato Tokugawa, caiu sob as forças favoráveis à restauração intentada pelo Imperador Meiji, durante a Guerra Boshin.
Saigo Takamori, liderando as vitoriosas forças imperiais do Norte e Leste através do Japão, venceu a Batalha de Koshu-Katsunuma nos arredores da capital. Saigo foi finalmente capaz de cercar Edo em maio de 1868. Katsu Kaishu, o xogum do seu exército, negociou a rendição, a qual era incondicional.
Alguns grupos continuaram a resistir mesmo após a rendição oficial, porém acabaram por ser derrotados na Batalha de Ueno, no nordeste de Tóquio, a 4 de julho de 1868. A cidade encontrava-se sob controle total em julho de 1868. Durante esse período, Tokugawa Yoshinobu estava sob confinamento voluntário no Templo Kan'ei-ji.
A 3 de setembro de 1868, a cidade foi renomeada para Tóquio (東京, "Capital do Leste"), para a qual o Imperador Meiji transferiu a capital do país. Nela estabeleceu a sua resid~encia no Castelo de Edo, atual Palácio Imperial do Japão (Kōkyo).
Um pequeno monumento foi erigido no local da reunião de entrega entre Saigo Takamori e Katsu Kaishu, em Minato-ku, Shiba 5-33-1, a dois minutos da Estação de Tamachi.